# Dominic Joseph Abreo
Dominic Joseph Abreo (* 3. Juli 1923 in Manickpur; † 1. Mai 1987) war ein indischer Geistlicher und römisch-katholischer Bischof von Aurangabad.

## Leben
Dominic Joseph Abreo empfing am 5. Dezember 1954 das Sakrament der Priesterweihe.
Am 17. Dezember 1977 ernannte ihn Papst Paul VI. zum Bischof von Aurangabad. Der Erzbischof von Bombay, Valerian Kardinal Gracias, spendete ihm am 9. April 1978 die Bischofsweihe; Mitkonsekratoren waren der Erzbischof von Nagpur, Leobard D’Souza, und der Bischof von Amravati, Joseph Albert Rosario MSFS.